# Генух
Генух (гин. Гьинухъа, по-гинухски "у дороги") — село в Цунтинском районе Дагестана. Входит в состав Кидеринского сельсовета.

## География
Село находится в месте впадения реки Мечитли в реку Кидеро, на расстоянии 5 км к юго-востоку от села Цунта, административного центра района.

## Население
| 1869 | 1888 | 1895 | 1926 | 1939 | 1970 | 1989 |
| ---- | ---- | ---- | ---- | ---- | ---- | ---- |
| 70   | ↗129 | ↗148 | ↗150 | ↗250 | ↗305 | ↗391 |
| 2002 | 2010 | 2021 |      |      |      |      |
| ↗461 | ↗547 | ↗699 |      |      |      |      |

### Национальный состав
По данным Всероссийской переписи населения 2010 года:
| № | Национальность | Численность, чел. | Доля |
| - | -------------- | ----------------- | ---- |
| 1 | гинухцы        | 434               | 79 % |
| 2 | дидойцы        | 108               | 20 % |
| 3 | бежтинцы       | 4                 | 1 %  |